# Strömsån
Strömsån (även Vättlandsån) är ett vattendrag i Bohuslän, Sverige. Vattendraget bildas där Skuggälven och Hämmensån flyter samman. Vattendraget mynnar i Skagerrak. Strömstad grundades vid mynningen under 1500-talet.